# EC Ratingen
Der EC Ratingen war ein Eishockeyverein aus Ratingen, der bis 1997 in der Deutschen Eishockey Liga spielte und dann nach Oberhausen umgesiedelt wurde.

## Geschichte
Der EC Ratingen „Die Löwen“ wurde 1977 gegründet und stieg zur Saison 1984/85 erstmals in die damals viertklassige Regionalliga auf. Dort qualifizierte sich die Mannschaft bereits in der ersten Saison als Gruppenerster der West-Staffel sowie als Sieger der Qualifikation für die Oberliga. In dieser Klasse verblieben die Löwen bis 1987, als die Mannschaft nach dem knappen Scheitern im Vorjahr in der Qualifikation Nord den erstmaligen Aufstieg in die 2. Bundesliga feiern konnte.
Dort konnte der EC Ratingen den Spielbetrieb in der Saison 1990/91 trotz eines laufenden Konkursverfahren fortsetzen und schaffte schließlich im folgenden Jahr den Aufstieg in die 1. Bundesliga. Nachdem die Mannschaft in der Hauptrunde noch den zweiten Platz belegt hatte, rutschte sie in der Zwischenrunde dabei auf den sechsten Platz ab und erreichte somit nur knapp die Aufstiegsrunde, die erneut als Zweitbester beendet werden konnte. In den Relegationsspiele zur ersten Liga schlugen die Löwen schließlich den ES Weißwasser in drei Spielen.
Als eine von 18 Mannschaften war der EC Ratingen 1994 Gründungsmitglied der Deutschen Eishockey Liga, der die Mannschaft bis 1997 angehörte. Im Sommer 1997 zog die erste Mannschaft des EC Ratingen gegen den erklärten Willen der Vereinsmitglieder nach Oberhausen um. Dort setzten sie in der Arena des Centro als Revierlöwen Oberhausen den Spielbetrieb in der DEL fort. Nachdem die Teilnahmebedingungen der höchsten Liga, die vorschrieben noch einen Verein mit Jugendarbeit als Unterbau zu besitzen, geändert wurden, löste sich der EC Ratingen schließlich auf, zumal bereits 1997 in Ratingen ein neuer Eishockey-Verein, die Ratinger Ice Aliens, gegründet worden war. Die Revierlöwen zogen sich schließlich 2002 aus der DEL zurück und spielten anschließend bis 2006. Der Verein EC Ratingen wurde zum 31. August 2006 aus dem Ratinger Vereinsregister gelöscht.

### Platzierungen
| Saison  | Liga          | Vorrunde   | Endrunde/ Play-offs |
| ------- | ------------- | ---------- | ------------------- |
| 1984/85 | Regionalliga  | 1. Platz   | 1. Platz↑           |
| 1985/86 | Oberliga      | 2. Platz   | 4. Platz↑           |
| 1986/87 | Oberliga      | 1. Platz   | 6. Platz↑           |
| 1987/88 | 2. Bundesliga | 5. Platz   | 9. Platz↑           |
| 1988/89 | 2. Bundesliga | 6. Platz   | 5. Platz↓           |
| 1989/90 | 2. Bundesliga | 8. Platz   | 1. Platz↓           |
| 1990/91 | 2. Bundesliga | 4. Platz   | 8. Platz↑           |
| 1991/92 | 2. Bundesliga | 2. Platz   | 2. Platz↑           |
| 1992/93 | Bundesliga    | 8. Platz   | Viertelfinale↑      |
| 1993/94 | Bundesliga    | 12. Platz  | 2. Runde↓           |
| 1994/95 | DEL           | 16. Platz  | Achtelfinale↑       |
| 1995/96 | DEL           | 10. Platz  | Achtelfinale↑       |
| 1996/97 | DEL           | 10. Platz↓ | Relegation↓         |

↑ ↓ in der Auf-/Abstiegsrunde bzw. in den Play-offs/Play-downs der jeweiligen Liga

## Spielstätte

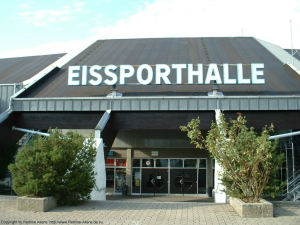
Eissporthalle am Sandbach

Seine Heimspiele trug der EC Ratingen in der 3800 Zuschauer fassenden Eissporthalle am Sandbach, die 1981 errichtet wurde. 1992 wurde die Halle komplett umgebaut und mit zusätzlichen 1650 Sitz- und 40 VIP-Plätzen ausgestattet. Heute trägt der Nachfolgeverein und Viertligist Ratinger Ice Aliens seine Heimspiele im Stadion aus.

## Spieler

### Bedeutende ehemalige Spieler
(Teamzugehörigkeit und Position in Klammern)
- Paul Beraldo
(1995–1996, Sturm)
Der Italo-Kanadier wechselte 1995 vom TuS Geretsried zu den Löwen in die DEL. Mit den Adler Mannheim wurde Beraldo ein Jahr später Deutscher Meister. Außerdem bestritt der Center zehn Spiele für die Boston Bruins in der National Hockey League.
- Brad Bergen
(1992–1994, Verteidigung)
Bergen spielte von 1992 bis 1994 in Ratingen und wurde 1996 mit der Düsseldorfer EG sowie 2001 mit den Adler Mannheim Deutscher Meister. Mit der deutschen Nationalmannschaft nahm der gebürtige Kanadier an den Olympischen Winterspielen 1998 teil.
- René Bielke
(1992–1994, Tor)
Der Torhüter bestritt insgesamt 137 Länderspiele für die DDR und die Bundesrepublik. Nach der Wiedervereinigung stand Bielke für verschiedene Erstligisten zwischen den Pfosten, unter anderem von 1992 bis 1994 beim EC Ratingen.
- Vincent Damphousse
(1994, Sturm)
Der Kanadier absolvierte während seiner Laufbahn insgesamt 1528 NHL-Spiele für die Toronto Maple Leafs, die Montreal Canadiens und die San Jose Sharks und gewann 1993 den Stanley Cup. Den Lockout in der Saison 1994/95 verbrachte der Center in Ratingen.
- Dieter Frenzel
(1989–1993, Verteidigung)
Frenzel gewann mit dem SC Dynamo Berlin elfmal die DDR-Meisterschaft und bestritt zudem 296 Länderspiele. 1989 wechselte er erster Eishockey-Spieler aus der DDR offiziell zu einem bundesdeutschen Verein. Zudem nimmt er bei der WM 2010 am "Spiel der Legenden" teil.
- Christian Kohmann
(1992–1996, Sturm)
Der Angreifer stand in der DEL für die Ratinger Löwen, die Moskitos Essen, die Kassel Huskies sowie die Frankfurt Lions auf dem Eis, mit denen er 2004 die Deutsche Meisterschaft gewinnen konnte.
- Christoph Kreutzer
(1988–1989, Verteidigung)
Der Bruder des Nationalspielers Daniel Kreutzer unterbrach seine Karriere bei der Düsseldorfer EG, mit der er insgesamt fünf Meistertitel feiern konnte, 1988, als er für den EC Ratingen in der 2. Bundesliga aufs Eis ging.
- Sergei Swetlow
(1990–1993, Sturm)
Das Mitglied der russischen Eishockey Hall of Fame wurde mit der Nationalmannschaft Weltmeister und Olympiasieger und wechselte 1990 zum Ratinger EC, wo er seine Karriere drei Jahre später beendete.